# Charles Ashe à Court-Repington
Charles Ashe à Court-Repington CB KH (* 17. Juni 1785 in Heytesbury, Wiltshire; † 19. April 1861 in  Amington, damals Warwickshire) war ein britischer General und 1820 kurzzeitig Mitglied des Unterhauses.

## Leben
Charles Ashe à Court – so sein Geburtsname – entstammte der südwestenglischen Gentry-Familie Ashe à Court. Er war der dritte und jüngste Sohn des Offiziers und Parlamentariers Sir William Pierce Ashe à Court, 1. Baronet, und dessen Frau Laetitia Wyndham. Seine älteren Brüder waren der Diplomat William à Court, 1. Baron Heytesbury, und der Marineoffizier Edward Henry à Court-Repington. 
Wie in der Familie üblich begann Charles nach Ende seiner Schulzeit in Eton eine Militärkarriere; 1801 trat er als Ensign in ein Infanterieregiment der British Army ein. In den nächsten fünfzehn Jahren kämpfte er in den Napoleonischen Kriegen im Mittelmeerraum und stieg 1813 bis zum Lieutenant-Colonel auf. So war er 1806 an einem Angriff auf die Tremiti-Inseln in der Adria und an der Belagerung von Scilla in Kalabrien beteiligt. Im Jahr darauf nahm er an der Fraser-Expedition gegen Alexandria teil – das osmanische Ägypten hatte die Seiten gewechselt – und kämpfte bei Rosetta. Nach dem erfolglosen Ende dieses Feldzuges war er während der Belagerung von Santa Maura für das Quartermaster-General’s Department zuständig. Es folgte ein Einsatz bei der Belagerung von Capri. 1809 wurde er Aide-de-camp des Adjutant-General der britischen Truppen auf Sizilien. In dieser Position kommandierte er die Vorhut, die etwa tausend feindliche Soldaten gefangen nahm, und eroberte persönlich eine gegnerische Standarte. In den nächsten Jahren diente Charles Ashe à Court in verschiedenen Generalstäben in Sizilien, Spanien und Italien: Auf der Iberischen Halbinsel war er 1811 bei der Belagerung von Tarragona zugegen; in Italien dann später an den Eroberung von Livorno und Genua beteiligt. Ab 1814 führte Ashe à Court einen leichten griechischen Freiwilligenverband. Der Krieg endete für ihn mit der Kapitulation Neapels 1815, wo er mit seinem Bruder William – inzwischen britischer Gesandter im Königreich Neapel-Sizilien  – zusammentraf. Für seine militärischen Leistungen wurde er später als Ritter des hannoverschen Guelphen-Ordens (1818), des sizilianischen Ordens des hl. Ferdinand und des Verdienstes und des sardinischen Ordens der hl. Mauritius und Lazarus ausgezeichnet.
Noch im gleichen Jahr heiratete Charles Ashe à Court in Palermo Mary Elizabeth Catherine (Anna Maria) Gibbs (1792–1878), die Tochter des einflussreichen dort lebenden britischen Händlers Abraham Gibbs. Der Vater erklärte sich bereit dem Paar eine hohe Mitgift zu stiften, ging aber im Jahr darauf Bankrott und beging Suizid. Über ihren Großvater mütterlicherseits, den britischen Generalkonsul in Neapel Sir James Douglas, war Mary Gibbs des Weiteren Erbin von Besitzungen auf St. Kitts in der Karibik. Charles Ashe à Court blieb mit seiner Frau – die 1816 Zwillingstöchter zur Welt brachte, welche kurz nach der Geburt starben – bis 1818 in Süditalien und versuchte mit teilweisem Erfolg die zugesicherte Mitgift doch noch zu erlangen. Nach der gemeinsamen Rückkehr nach England heiratete das Paar 1819 erneut, da dort Zweifel an der Rechtmäßigkeit der sizilianischen Eheschließung bestanden. Kurz darauf kam der Sohn Charles Henry Wyndham zur Welt, drei Jahre später die Tochter Elizabeth. Die Familie lebte im Familienanwesen in Heytesbury, das Charles nach dem Tod des Vaters für seinen ältesten Bruder William, den neuen aber abwesenden Hausherrn, verwaltete.
Der zweite Bruder Edward Henry trat als Unterstützer der Tory-Regierung von Lord Liverpool bei den allgemeinen Unterhaus-Wahlen im März 1820 im heimatlichen Wahlkreis Heytesbury an, was angesichts des Einflusses der Familie à Court in der Region einen sicheren Parlamentssitz bedeutete. Da der Wahlkreis zwei Abgeordnete entsandte und die beiden bisherigen Abgeordneten in andere Kreise wechselten, wurde zusätzlich auch Charles Ashe à Court als Lückenfüller aufgestellt. Beide Brüder wurden infolgedessen ins Parlament gewählt. Im Gegensatz zu Edward, der für Jahrzehnte im Parlament saß, war Charles schon nach kurzer Zeit abwesend und räumte seinen Sitz bereits im Sommer des Wahljahres wieder; Henry Handley folgte ihm nach. Dennoch blieb er weiterhin politisch aktiv, besonders wenn es um die Unterstützung seiner Familienangehörigen ging. 
Charles Ashe à Court entstammte einer streng protestantischen Familie und handelte oftmals dementsprechend. Während des Konflikts um den irischen katholischen Politiker Daniel O’Connell 1828 forderte er, mögliche pro-katholische Unruhen mit Gewalt niederschlagen zu lassen. 1829 sprach er sich bei der Vorwahl in Bath für den Whig Charles Palmer statt für den pro-katholischen Tory Lord Brecknock aus; andererseits weigerte er sich zur gleichen Zeit entschieden, sich einer anti-katholischen Erklärung anzuschließen. 
Ende 1830 war er an der Unterdrückung der Swing Riots in Wiltshire beteiligt. Im Jahr darauf wurde er zum Companion des Order of the Bath ernannt. Er versuchte vergeblich die Wahlkreisreform zu verhindern, der 1832 der heimische Wahlkreis Heytesbury als „pocket borough“ zum Opfer fiel. Von 1834 bis 1842 war Charles Ashe à Court ein Assistant Poor Law Commissioner.
Nachdem er 1830 zum Colonel befördert worden war, folgte 1841 die Ernennung zum Major-General, 1851 zum Lieutenant-General, und schließlich 1856 zum General. Ab 1848 bis zu seinem Tod war er darüber hinaus Ehrenoberst des 41st (the Welsh) Regiment of Foot.
1837 wurde Charles’ Bruder Edward Henry Erbe seines kinderlosen Cousins Charles Edward Repington. Er erbte das Anwesen Amington Hall bei Tamworth und nahm dafür den zusätzlichen Familiennamen Repington an. Da Edward Henry selbst wiederum 1855 ohne Nachkommen starb, fiel das Repington-Erbe samt dem zusätzlichen Nachnamen nun an Charles. Amington Hall wurde in den letzten Jahren sein Wohnort; er starb dort 1861 im Alter von 75 Jahren. 
Sein Sohn und Erbe Charles Henry Wyndham à Court-Repington saß ebenfalls zeitweise im Parlament. Dessen Sohn war wiederum Charles à Court Repington, der während des Ersten Weltkrieges als Kriegsberichterstatter bekannt wurde. Die Tochter Elizabeth heiratete 1846 den aufstrebenden Politiker Sidney Herbert und erlangte an dessen Seite Bekanntheit in der britischen Oberschicht. Nach dem frühen Tod ihres Mannes im August 1861 konvertierte sie zum Katholizismus.